# Bahaga
Bahaga (mit bürgerlichem Namen Prosper Magloire Christian Martial Burikukiye, * 29. Juni 1963 in Burundi) ist ein burundischer Singer-Songwriter. Er zählt zu den wichtigsten Akteuren der als die „goldenen Jahre der burundischen Musik“ bezeichneten Ära in den 1980er Jahren.

## Leben
Bahaga wuchs in Burundi auf. Sein Vater, ein Hutu, wandte sich als junger Mensch gegen die belgische Kolonialherrschaft und später gegen die Diskriminierung der Hutu. Als Bahaga erst zwei Jahre alt war, wurde sein Vater in der jungen burundischen Republik zum Tode verurteilt. Der Vollstreckung konnte er durch Flucht entgehen, er sah seinen Sohn erst wieder, als dieser 20 Jahre alt war. Bahaga besuchte das Lycée du Saint-Esprit, in der damaligen Hauptstadt Bujumbura. Mit 14 Jahren gründete er seine erste Band, eine Reggae-Formation mit Namen Ntahangwa River. Seine Kompositionen verfasst er zu diesem Zeitpunkt in englischer Sprache. Als Student der Universität von Burundi spielte er mit der Band Mihigo des Grand Lacs.
Ende der 1980er Jahre verbrachte Bahaga einige Zeit in der Schweiz. Hier nahm er sein erstes Album in seiner Muttersprache Kirundi auf (Ikinjana ca 20 – übersetzt: Das 20. Jahrhundert). Er war damit einer der ersten Künstler der Region, die in Kirundi sangen. Seine Musik und er selbst wurden damit in seiner Heimat Burundi sowie in den angrenzenden Regionen der Nachbarländer Kongo, Ruanda, Uganda und Tansania, die auch sprachlich und kulturell miteinander verknüpft sind, rasch bekannt und beliebt. In Burundi und Ruanda füllten sich ganze Stadien bei seinen Auftritten.

## Politische Situation und Emigration
Zu Beginn der 1990er Jahre verschärfte sich die politischen Situation in der Region und auch in Burundi während der ersten Amtszeit Pierre Buyoyas. Durch seine Lieder, die die politische Situation thematisierten, stand auch Bahaga im Fokus. Das führte dazu, dass Bahaga, Sohn eines Hutu und einer Tutsi, 1992 Burundi verließ und seitdem in verschiedenen Ländern Europas lebt, vor allem in Deutschland und den Niederlanden.

## Musikalische Entwicklung
Bahagas Themen waren seit Beginn seines Schaffens menschliche Beziehungen von Freundschaft und Liebe, stets eingebettet in einen gesellschaftspolitischen, zeitlichen und historischen Kontext. Dabei sprach er in seinen Texten vor allem die schmerzhafte und gewaltvolle Geschichte seines Landes an. Besonders zeigte sich das in seinem zweiten Album, das im Jahr des 50. Unabhängigkeitstages erstmals erschien. Der Musiker spricht darin ganz konkret Massaker und politische Morde in der burundischen Geschichte an und bricht damit gesellschaftliche Tabus. Ein burundischer Journalist bezeichnete ihn daher auch als „Fackelträger engagierter Musik“.
Bahaga arbeitet heute mit Künstlern verschiedenster Herkunft und Musiktradition an immer neuen Stücken und Arrangements burundischer Traditionels. Seine Musik versteht er als kulturverbindend und Brücke zwischen Unterschieden, die es in jeder Gesellschaft gibt. Er tritt mit wechselnden Bands in ganz Europa auf. Inzwischen verbringt er immer wieder auch längere Zeiträume in Burundi und gibt dort Konzerte und Interviews.
Bis in die Gegenwart ist seine Musik in Burundi und in der Region präsent und populär und wird fast täglich im Radio gespielt. Junge Künstler und Künstlerinnen covern seine Songs, die auch die Musik der nachwachsenden Generation beeinflussen. Der Musikwissenschaftler und Direktor des Institutes für Musikwissenschaft in der burundischen Hauptstadt Gitega, Justin Baransananikiye, sieht Bahaga in der Geschichte der modernen burundischen Musik in der Rolle des Vermittlers zwischen der traditionellen und modernen Musik.

## Weitere künstlerische Betätigungen
Im ersten burundischen Kinofilm, Gito, l'ingrat von Léonce Ngabo aus dem Jahr 1992, spielte Bahaga in einer Gastrolle.

## Familie
Bahaga hat eine Tochter, die in Deutschland lebt. Seine Schwester, Alice Nzomukunda, ist eine frühere Vizepräsidentin Burundis und frühere Vizepräsidentin der burundischen Nationalversammlung.

## Musikalben
- CD: Ikinjana ca 20, 1992
- CD: Imyaka 20 Y'agacerere, 2012, 2021